# Tàu ngầm lớp Balilla
Tàu ngầm lớp Balilla là loại tàu ngầm được đóng đầu tiên của hải quân Ý vào cuối thế chiến thứ nhất. Chúng là các tàu ngầm tuần dương lớn được thiết kế để hoạt động ở vùng biển Ấn Độ Dương nơi mà Ý đặc căn cứ tại thuộc địa của mình nằm ở Đông Phi. Thiết kế của tàu có hai lớp vỏ dựa theo tàu ngầm U-boat Kiểu UE của Đức, một trong số chúng chiếc U-120 được cung cấp cho Ý như một sự phân chia gánh nặng chiến tranh. Động cơ diesel phụ trợ 425 mã lực (317 kW) sau đó được thêm vào như một động cơ dự phòng.
Các tàu loại này được đóng ở Địa Trung Hải vào năm 1940 và đã cho thấy rằng chúng quá lớn để thực hiệc việc đi tuần tra. Chiến công duy nhất của loại tàu này là đã đánh chìm tàu ngầm HMS Triad của Anh được thực hiện bởi tàu Enrico Toti vào 15/10/1940. Sau đó vào năm 1941 chúng được chuyển sang thành tàu ngầm vận tải chuyên chở quân nhu cho quân đội Ý tại Bắc Phi. Các tàu còn sót lại sau chiến tranh đều bị tháo dỡ.

## Các tàu
Tất cả tàu ngầm loại này đều được đóng bởi OTO tại Muggiano.
Ý
- Chiếc Balilla hạ thủy vào 20/02/1927 kéo lên cạn vào 04/1941.
- Chiếc Domenico Millelire hạ thủy vào 19/09/1927 kéo lên cạn vào 04/1941.
- Chiếc Antonio Sciesa hạ thủy vào 12/08/1928 bị đánh hỏng vào 09/1942 đánh đắm vào 11/1942
- Chiếc Enrico Toti hạ thủy vào 14/04/ 1928 kéo lên cạn vào 04/1941.

Brazil
- Chiếc Humaytá được chỉnh sửa dựa theo thiết kế và đáong cho hải quân Brazil vào năm 1927. Chiếc này ra khỏi biên chế vào năm 1951.